# والتر شیلر
والتر شیلر (آلمانی: Walter Schiller؛ ‏ ۳ دسامبر ۱۸۸۷ – ۲ مهٔ ۱۹۶۰) آسیب‌شناس اهل ایالات متحده آمریکا بود. او بیشار در زمینه سرطان زنان پژوهش می‌کرد و آزمون شیلر و جسم شیلر-دووال را توصیف کرد. وی مدرک دکترای پزشکی خود را در سال ۱۹۱۲ از دانشگاه وین دریافت کرد و مدتی در جریان جنگ نخست بالکان به‌عنوان باکتری‌شناس در نیروهای زمینی بلغارستان خدمت کرد. سپس به آسیب‌شناسی روی آورد و در جریان جنگ جهانی اول در ارتش امپراتوری اتریش-مجارستان، مسئول آزمایشگاه پزشکی بود و در بوسنی و هرزگوین، روسیه، ترکیه و فلسطین خدمت کرد. وی به دنبال قدرت گرفتن نازیسم در در سال ۱۹۳۷ به همراه خانواده‌اش به آمریکا مهاجرت کرد و در بیمارستان مموریال یهودیان نیویورک مشغول به کار شد. وی مدتی نیز رئیس بخش آسیب‌شناسی بیمارستان کوک کانتی در شیکاگو بود و تومورهای سینوس آندومتریال را در آنجا توصیف کرد.